# 西北山
西北山（英語：Northwest Mountain），是南極洲的山峰，位於維多利亞地，處於泰勒冰川上游北岸，由英國探險隊繪入地圖，該山峰現時由南極條約體系管理。